# Siria en los Juegos Olímpicos de Tokio 2020
Siria estuvo representada en los Juegos Olímpicos de Tokio 2020 por seis deportistas, cinco hombres y una mujer, que compitieron en seis deportes.
Los portadores de la bandera en la ceremonia de apertura fueron el jinete Ahmad Hamcho y la jugadora de tenis de mesa Hend Zaza.

## Medallistas
El equipo olímpico sirio obtuvo las siguientes medallas:
| Nombre    | Deporte      | Competición |
| --------- | ------------ | ----------- |
| Oro       |              |             |
| —         |              |             |
| Plata     |              |             |
| —         |              |             |
| Bronce    |              |             |
| Man Asaad | Halterofilia | +109 kg M   |